# The Code
The Code är en engelskspråkig poplåt framförd av den schweiziska sångaren Nemo.
Låten, som blandar pop med rap, opera och drum and bass, representerade Schweiz och vann Eurovision Song Contest 2024 i Malmö. Låten är skriven av Nemo tillsammans med Lasse Midstian Nymann, Linda Dale och Benjamin Alasu. Låten handlar om Nemos väg till att acceptera sig själv och sin identitet som ickebinär.